# 山名駅
山名駅（やまなえき）は、群馬県高崎市山名町にある上信電鉄上信線の駅。

## 歴史

### 年表
- 1897年（明治30年）5月10日：開業[1]。
- 1934年（昭和9年）：陸軍特別大演習において、決戦の地に山名駅周辺が選定されたことから、昭和天皇が乗降した[2]。

### 駅名の由来
所在地の町名から。山名町は、室町時代に西国で栄えた山名氏発祥の地である。当駅は山名一門の総氏神でもある山名八幡宮の門前駅としての一面も持つ。

## 駅構造

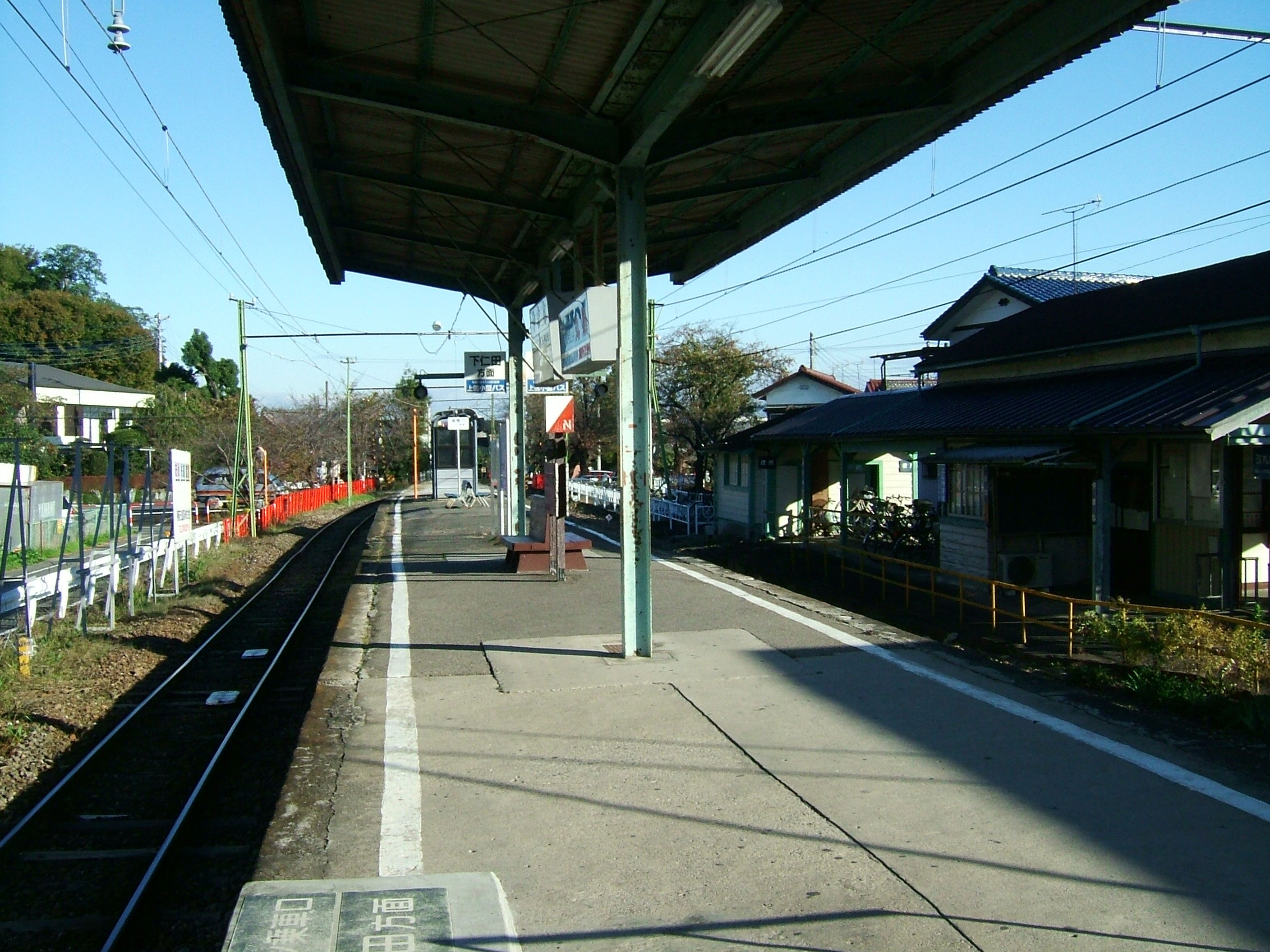
ホーム（2008年10月）

島式ホーム1面2線の地上駅で、木造駅舎を有する。駅舎は下仁田側にあり、構内踏切で繋がっている。そのためか、この駅は右側通行になっている。
付帯施設に関して
- トイレは、古い水洗式であったが2014年に建て替えられた。
- 駅舎に隣接して山名変電所が存在する。
- 駐輪場の山名八幡宮寄りには、昭和天皇の行幸を記念した迎光碑が建立されている。

### のりば
| 番号   | 路線    | 方向 | 行先       |
| ------ | ------- | ---- | ---------- |
| 駅舎側 | ■上信線 | 上り | 高崎方面   |
| 反対側 | ■上信線 | 下り | 下仁田方面 |

- 案内上ののりば番号は設定されていない。
- 当駅を発着する列車はホームの右側を走行する（※出発信号機が進行方向の右側にある「のりば」にしか設けられていないため）。

## 利用状況
1日の平均乗車人員は以下の通りである。出典は高崎市統計季報より
| 年度   | 1日平均人数 |
| ------ | ----------- |
| 2003年 | 220         |
| 2004年 | 208         |
| 2005年 | 176         |
| 2006年 | 166         |
| 2007年 | 150         |
| 2008年 | 149         |
| 2009年 | 145         |
| 2010年 | 148         |
| 2011年 | 139         |
| 2012年 | 137         |
| 2013年 | 134         |
| 2014年 | 129         |
| 2015年 | 125         |
| 2016年 | 126         |
| 2017年 | 129         |
| 2018年 | 129         |
| 2019年 | 93          |
| 2020年 | 246         |
| 2021年 | 107         |
| 2022年 | 123         |

## 駅周辺
- 高崎市役所南八幡市民サービスセンター
- 高崎山名郵便局
- 山名八幡宮
- 山名城址（中世山城の遺跡）
- 群馬県道30号寺尾藤岡線

## 隣の駅
上信電鉄
■上信線
高崎商科大学前駅 - 山名駅 - 西山名駅